# Seigneurie de Belvoir
Les terres qui formeront le seigneurie de Belvoir dépendent au VIe siècle de l'abbaye d'Agaune, en effet celle-ci s'était vu dotée par Sigismond, alors roi des Burgondes de 516 à 523, d'un territoire considérable comprenant, entre autres, des biens situés près de Besançon. Dans le courant du XIe siècle les membres de la maison de Rougemont, originaire du lieu du même nom, occuperont la charge de vicomte de Besançon et c'est tout naturellement qu'un cadet de cette maison, en la personne de Thibaud de Rougemont, va se voir doté au XIIe siècle des terres de Belvoir qu'il érigera en seigneurie en prenant le nom de "Thibaud Ier de Belvoir". Avec le décès de Henri de Belvoir en 1339 ses terres seront transmises par testament à son neveu Vauthier de Cusance, fils de sa sœur Isabelle et de Jean de Cusance, bailli de Bourgogne.

## L'abbaye d'Agaune
Au VIe siècle, la terre de Belvoir appartient donc au Val de Vennes dépendant de Bracon et est cédée en 516 par Sigismond, roi des Burgondes, à l'abbaye d'Agaune (fondée par ce dernier) avec toutes ses dépendances, maisons, forêts, esclaves, hommes libres, plébéiens et colons («  Quidquid pertinebat ad monasterium cum terris, domibus, liberis, servis, plebeis, accolibus, pratis... », charte de fondation d'Agaune). Cette possession de l'abbaye est certaine car en 1258 l'abbé d'Agaune cédait à la famille de Belvoir des terres situées dans le Val de Vennes et hors de ce val. Au fil des siècles, l'abbaye abandonnait peu à peu ses fiefs aux puissants seigneurs des alentours et n'en gardait que la primauté d'honneur.

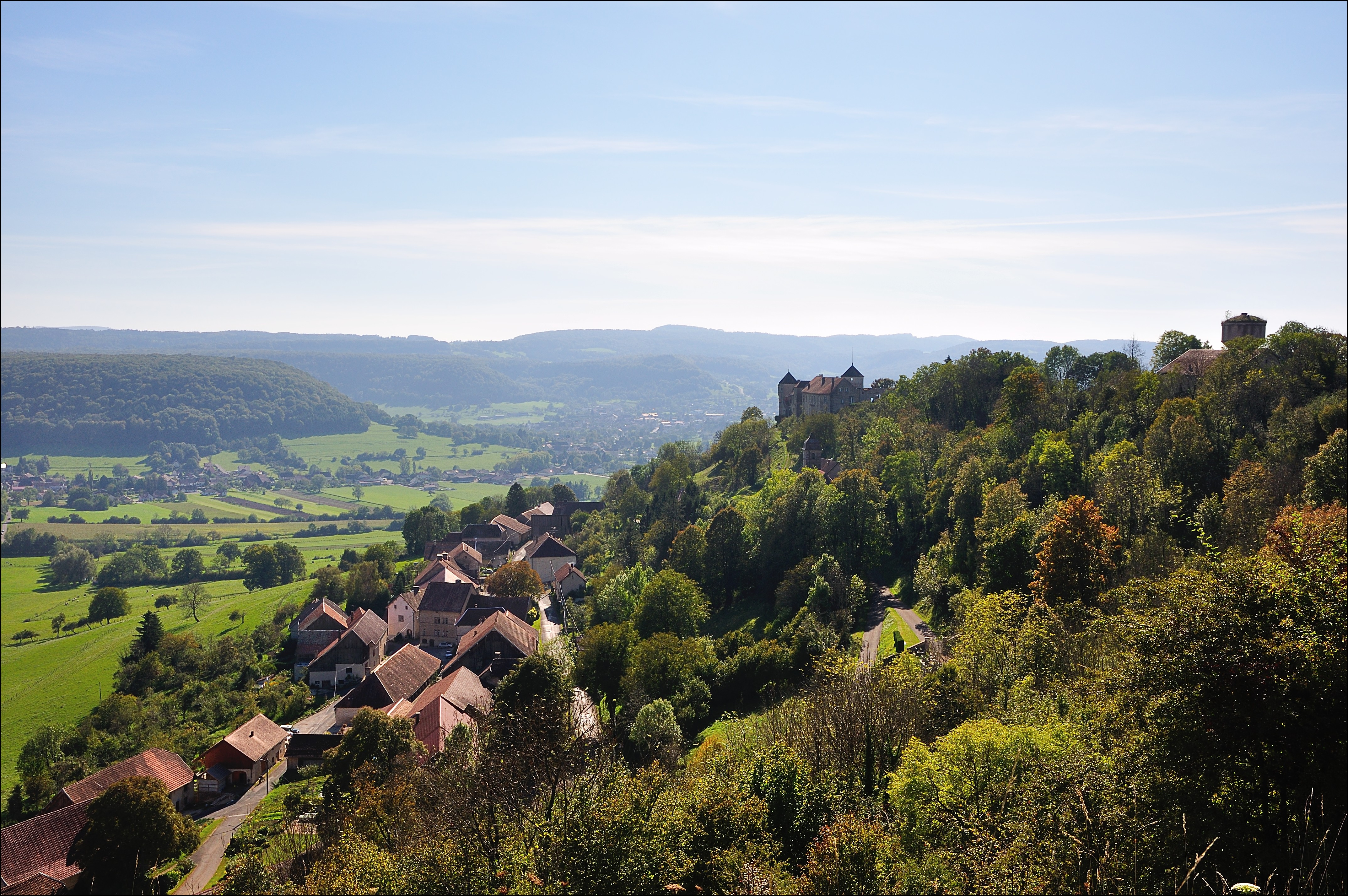
Belvoir au crépuscule.

## ThibaudIerde Belvoir
Le bourg de Belvoir forme un carré sur la pente d'une montagne dont la pointe porte le château fort qu'un fossé sépare des habitations. Cet éperon barré de deux fossés était une position idéale pour contrôler toute la vallée, d'ailleurs la route romaine allant de Besançon à Mandeure traversait tout le bourg, entrant par une porte et sortant par l'autre puis se prolongeait vers Péseux (en direction des Terres de Chaux). Cette ancienne route portait le nom de "voie de Cusance" et dans les anciens titres celui de "Pérouse". Du temps des romains le site de Belvoir avait déjà été occupé comme l'ont montré les ruines découvertes au pied du château et auprès du ruisseau au lieu-dit "à la Curtine" ainsi qu'à la caverne de la "Baume" où le ruisseau prend sa source et qui servait de lieu de refuge lors des invasions.
Les fortifications avaient été construites par les anciens seigneurs du lieu dont le premier connu était Thibaud Ier de Belvoir qui vivait en 1170, cadet de la maison de Rougemont et beau-frère, par son alliance avec Simone de Vergy, du duc-comte de Bourgogne. Le château de Belvoir, élevé au XIIe siècle, était sans doute terminé en 1224 comme l'indique la clé de voûte de la tour du Nord, toujours considérée comme le plus ancien millésime en chiffre arabe d'Occident.

## Le fief de Saint-Julien

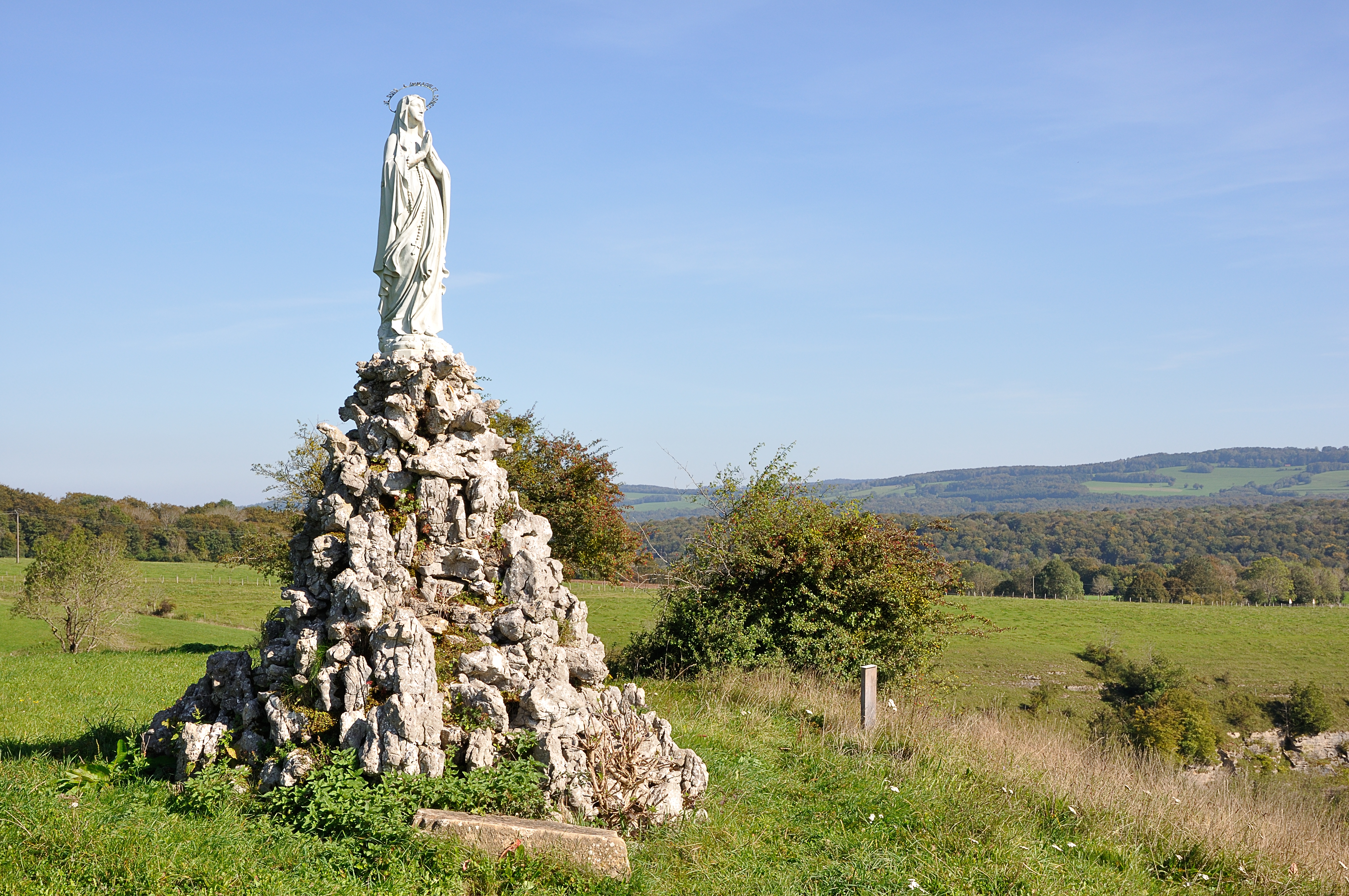
Vierge qui domine Belvoir.

La fondation de l'église de Saint-Julien en 1024 (dont l'édifice possède toujours la pierre de fondation) est prouvée par son inscription sur une pierre incrustée dans le pavé près de l'autel de la Vierge ; il y figure les inscriptions : EVH.DOFI.AIN.MA.FA.1024 (« Ecclesia vici hujus, de oblationibus fidelium, anno incarnationis, monasterio Agaunensi facta 1024 », l'église de ce village a été construite avec les offrandes des fidèles, l'année de l'incarnation 1024, par les soins de l'abbaye d'Agaune).
La baronnie de Belvoir possédait depuis des temps très reculés les terres de Saint-Julien du fait du lien qui l'unissait à l'abbaye d'Agaune et ces terres étaient l'apanage du fils cadet de Belvoir. Le fief de la baronnie s'étendait sur un grand nombre de villages et même au-delà du Dessoubre sur la pointe du comté de Warasch, vassaux respectés et de premier ordre des comtes de Bourgogne ils perdaient ce rang en 1238 et étaient soumis, avec les seigneurs de Joux, aux Montfaucon.
Jusqu'alors ils avaient mérité d'être choisi par l'abbaye d'Agaune pour protéger ses églises et ses domaines ; ils s'étaient alliés bon nombre de chevaliers parmi lesquels ont comptait Vuillemin de Laviron, Pernette de Sancey, Vuillames et Henri de Vennes, les écuyers Thiébaud et Vuillemos de Sancey ainsi que Perrins et Bourguins de Vellerot et Jacquot de Pierrefontaine.

## Le château sarrasin
Au commencement du XIIIe siècle, le château Sarrasin (ou château Montalot) n'avait plus de chevaliers. Trois prétendants se disputaient sa possession, Amédée de Montfaucon car il possédait les terres de Cicon toutes proches, les sires de Vennes divisés en plusieurs familles et Huon de Belvoir qui tenait de l'abbaye d'Agaune plusieurs fiefs dans le Val de Vennes notamment à Saint-Julien, Laviron et Sancey. Au terme d'une lutte interminable, les seigneurs en présence décidèrent en 1239 de raser la forteresse en litige et de ne jamais la reconstruire, les seigneurs de Vennes se déclaraient vassal des  Montfaucon ; ils concluaient ainsi la « paix de Vennes » sous l'autorité d'Hugues IV de Bourgogne.
Quelque temps plus tard, en 1248, le comte Jean Ier de Chalon-Arlay, régent du comté de Bourgogne, obtenait de l'abbaye d'Agaune les fiefs du Val de Vennes que les barons de Belvoir tenaient depuis longtemps. Ce fief important était remis aux seigneurs de Montfaucon ce qui obligeait le baron de Belvoir à faire hommage pour les fiefs de Vennes et de Belvoir (« Thiébaud, sire de Belvoir, ai repris ligement (de M. Amédée de Montfaucon) Vennes et Belvoir et tout le fye qu'il tenait de Jean comte de Bourgogne, par le commandement dudit comte, en tel manière que cil dui fye de Belvoir et de Venne, sont un fye désorénavant, année 1263 »).

## Franchise de Belvoir
Le 13 mai 1314 Thiébaud III de Belvoir, avec le consentement de sa femme Jeanne de Montfaucon-Montbéliard, fille de Gauthier II de Montfaucon, et avec l'objectif d'augmenter la population et la prospérité de sa ville remettait les lettres de franchise du bourg de Belvoir. Cette franchise était l'acte fondateur de la commune, c'était les habitants qui choisissaient leurs conseillers mais le maire, qui était chargé de lever les impôts et de rendre la justice, était nommé par le seigneur de Belvoir. Pour Saint-Julien ses franchises étaient encore plus larges.

## Famille de Cusance

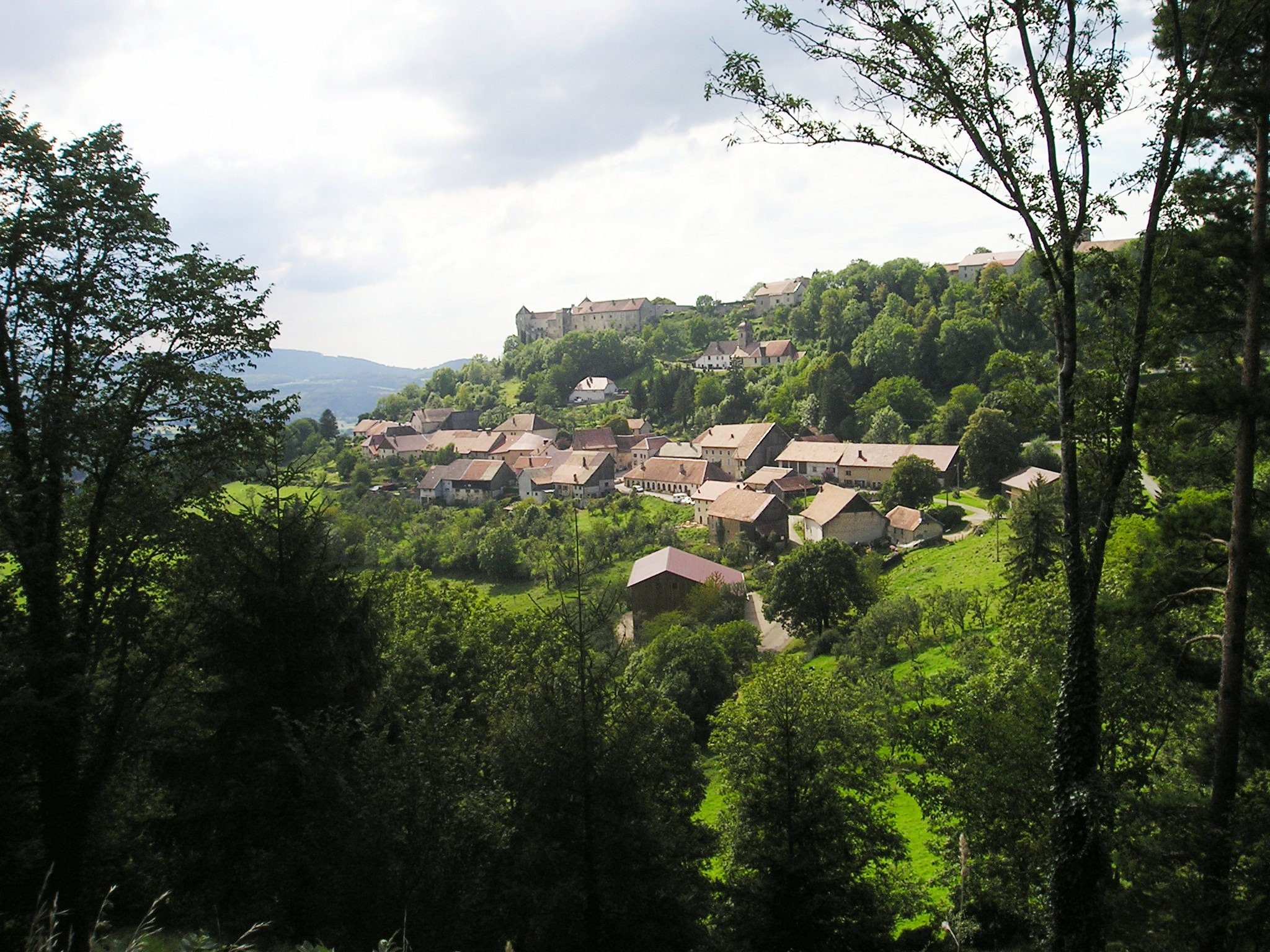

Plusieurs fois assiégé, tant par les Suisses en 1475 que  les Suédois en 1639, pris par les troupes de Louis XI en 1481, le château et le bourg se relevaient à chaque fois. La famille de Belvoir s'éteignait en 1365 avec Henri de Belvoir, fils de Thiébaud III, qui transmettait la seigneurie à son neveu Vauthier, dit "le Petit", fils de sa sœur Isabelle, épouse de Jean de Cusance. Cette famille conservait Belvoir et Saint-Julien (avec aussi Cusance sauf une interruption de la 2e moitié du XVe siècle à 1616) jusqu'en 1663 ; à cette date décédait Béatrix de Cusance, mariée au duc Charles IV de Lorraine, et les terres de Belvoir (et de Cusance) resteront à leurs descendants des Maisons de Lorraine (branche de Guise-Elbeuf-Lillebonne), de Melun, et de Rohan-Soubise (puis de Rohan-Guémené pour Cusance) jusqu'à la Révolution française. Les Halles et le château seront abandonnés en 1848 et 1852 par les héritiers de Madame de Marsan, née princesse de Rohan-Soubise, gouvernante des enfants de France.
Fidèles serviteurs des grands ducs d'Occident, Vauthier, dit "le petit", Jean, Girard et Ferry de Cusance se montreront des militaires compétents et dévoués, Jean et Ferry seront élevés à la dignité de chambellans et conseillers. Comme son grand-père Jean, Ferry de Cusance sera l'un des grands capitaines bourguignons, présent sur les principaux théâtres d'opérations du temps. Il mourra aux côtés de Charles le Téméraire à la journée de Nancy en 1477.
En 1562, deux frères de la famille de Cusance, Ermenfroy et Evandelin (Ermenfredus et Wendelinus, prénoms latinisés), sont inscrits à l'Université de Dôle.
Vandelin-Simon de Cusance, baron de Belvoir, sera le premier de quatre seigneurs bourguignons à recevoir le sceptre et la charge de recteur de l’Université albertine de Fribourg en Brisgau, pour une période de six mois comme il est d’usage. Claude II de Vergy, comte de Champlitte le sera en 1575, le baron de Montigny en 1581 et le comte de Croy en 1595.
Au début du XVIIe siècle, Claude François de Cusance, colonel d'un régiment bourguignon au service de l'Infante Isabelle-Claire-Eugénie dans les Flandres, maître de camp, membre du conseil de guerre, modernisera la porterie et l'aile orientale du château. Il épousait en 1612 Ernestine de Witthem, fille cadette de Jean de Witthem, marquis de Berg-op-Zoom et de Marguerite de Mérode. Après son décès à Rheinberg son fils, Clériadus, héritera, outre la baronnie de Belvoir, des titres et des biens de son grand-oncle Clériadus de Vergy, comte de Champlitte, gouverneur du comté de Bourgogne. Mort jeune en 1633, sa sœur Béatrix, princesse de Cantecroix par son premier mariage, puis duchesse de Lorraine par le second, héritera de Belvoir.
Sa fille Anne de Lorraine transmettra Belvoir, après la conquête de la Franche-Comté par Louis XIV, de la famille de Lorraine dans celle de Rohan-Soubise. Deux de ses descendantes seront gouvernantes des enfants de France, dont la comtesse de Marsan, dernière baronne de Belvoir.

## Sources
- Les généalogies historiques des maisons souveraines, volume 4, Le Gras, 1738 (lire en ligne), p. 85 et 86
- Narbey, Les hautes montagnes du doubs entre Morteau, le Russey, Belvoir et Orchamps-Vennes : depuis les temps celtiques, A.Bray, 1868 (lire en ligne), p. 57, 87 à 88, 97 à 99, 125 à 127, 329 à 331
- Gollut, Les mémoires historiques de la république Séquanoise et des princes de la Franche-Comté de Bourgogne, 1846 (lire en ligne), p. VII, XV, 85, 1445, 1451, 1747
- Académie des sciences, belles-lettres et arts de Besançon, Procès-verbaux et mémoires, P.Jacquin, 1867 (lire en ligne), p. 165 à 170
- Jean-Marie Thiébaud, Officiers seigneuriaux et anciennes familles de Franche-Comté, Marque-Maillard, Lons-le-Saunier, 1983, chapitre : la baronnie de Belvoir
- Site du château de Belvoir: www.chateau-belvoir.com